# Byron Young
Byron Young (Laurel, Misisipi; 10 de noviembre de 2000) es un jugador profesional estadounidense de fútbol americano, se desempeña en la posición de defensive tackle en Las Vegas Raiders, en la National Football League (NFL).

## Carrera
Hizo su debut profesional con el equipo Las Vegas Raiders, lleva jugando una temporada, comenzó en el 2023.